# Coenotephria casearia
Coenotephria casearia är en fjärilsart som beskrevs av Alexandre Constant 1893. Coenotephria casearia ingår i släktet Coenotephria och familjen mätare. Inga underarter finns listade i Catalogue of Life.